# Miklós Pajor
Miklós Pajor (2. února 1884 Tvrdošín – 19. září 1956) byl československý politik maďarské národnosti a meziválečný senátor Národního shromáždění ČSR za Zemskou křesťansko-socialistickou stranu.

## Biografie
Vystudoval práva v Budapešti a Kluži. Pak působil v Košicích jako právník. Angažoval se v komunální politice v tomto městě a byl místním předákem Zemské křesťansko-socialistické strany. V advokátní komoře v Košicích byl evidován od 17. července 1912.
V parlamentních volbách v roce 1935 získal senátorské křeslo v Národním shromáždění za Zemskou křesťansko-socialistickou stranu, která v těchto volbách kandidovala v širší koalici s dalšími dvěma menšinovými politickými formacemi Maďarská národní strana a Spišská německá strana. V roce 1936 se Zemská křesťansko-socialistická strana a Maďarská národní strana sloučily a vytvořily platformu Sjednocená maďarská strana. V senátu setrval do listopadu 1938, kdy jeho mandát zanikl v důsledku změn hranic Československa. Profesí byl dle údajů k roku 1935 majitelem domu v Košicích.
Po anexi jižního Slovenska k Maďarsku na podzim 1938 se stal členem Maďarského parlamentu.